# Ian McDonald
Ian Richard McDonald (25 de junho de 1946 - 9 de fevereiro de 2022) foi um multi-instrumentista inglês, mais conhecido por ser membro fundador da banda de rock progressivo King Crimson em 1968, bem como da banda de hard rock Foreigner em 1976.
Começou sua carreira musical como músico do exército, onde aprendeu clarinete e aprendeu teoria musical sozinho. Ele também aprendeu sozinho a tocar flauta, saxofone, violão e piano. Ele co-fundou o King Crimson e apareceu em seu álbum de estreia de 1969 , In the Court of the Crimson King, tocando Mellotron, teclados e instrumentos de sopro. Em meados da década de 1970, ele se mudou para a cidade de Nova York, onde foi co-fundador do Foreigner, aparecendo nos três primeiros álbuns do grupo. Mais tarde, ele colaborou com Steve Hackett e tocou no grupo spin-off do King Crimson , 21st Century Schizoid Band . Foi também músico de sessão, predominantemente como saxofonista.

## Biografia

### Inicio de vida
McDonald nasceu em 25 de junho de 1946 em Osterley, Middlesex, filho de Ada (nascida May) e Keith McDonald, um arquiteto.  Ele cresceu em uma família musical, ouvindo discos regularmente, e aprendeu sozinho a tocar violão.  Seus interesses musicais variavam de orquestra clássica a bandas de dança e rock. Ele foi educado na Emanuel School, em Battersea, sudoeste de Londres. Aos 15 anos, ele deixou a escola e começou um período de cinco anos no exército britânico como bandman.  Em 1963 ele se matriculou na Royal Military School of Music em Kneller Hall, onde estudou clarinete e aprendeu a ler música. Mais tarde, ele aprendeu piano, flauta e saxofone e aprendeu teoria musical sozinho.  Sua experiência de tocar com bandas do exército deu a ele grande adaptabilidade musical, pois ele teve que aprender muitos estilos musicais diferentes, como melodias de show, clássica, jazz e marchas militares. Foi isso que aperfeiçoou seu estilo para o que eventualmente se tornou o início do movimento do rock progressivo.

### King Crimson
Depois de deixar o exército, McDonald voltou para Londres e começou a fazer música com sua namorada, a ex-cantora da Fairport Convention Judy Dyble. A dupla foi apresentada a Robert Fripp e Michael Giles, o que levou à formação do King Crimson.  No entanto, o relacionamento acabou e ela deixou a banda antes de eles fazerem seu primeiro show em 1969.
Três meses após seu primeiro show, eles abriram o show gratuito para os Rolling Stones no Hyde Park. Eles roubaram o show, com o The Guardian relatando que o desempenho dos Stones foi "indiferente", mas que o King Crimson foi "sensacional". O solo de saxofone de McDonald foi um ponto alto em sua faixa "21st Century Schizoid Man", e ele tocou isso em seu primeiro álbum In the Court of the Crimson King.  Ele também tocou cravo, piano, órgão, clarinete, cítara, flauta e Mellotron, que ele utilizou extensivamente no álbum.   Este álbum deu início à era do rock progressivo e abriu caminho para bandas semelhantes, como Yes e Genesis.
McDonald e o baterista Giles deixaram a banda devido ao crescente atrito. Eles formaram uma dupla que lançou um álbum intitulado McDonald and Giles, que apresentava um apoio orquestral em vez de um Mellotron usado com o King Crimson.  Ele reapareceu com o King Crimson em 1974, tocando no álbum Red, e pretendia voltar à banda como um membro pleno, mas não teve a oportunidade porque Fripp dissolveu a banda.
Em 1997, o lançamento do conjunto de quatro CDs Epitaph, consistindo em raras gravações ao vivo da versão de 1969 do King Crimson, renovou o interesse no material inicial do Crimson. A partir desse interesse, a 21st Century Schizoid Band foi formada em 2002 e várias turnês e álbuns ao vivo se seguiram. A banda incluía os ex-membros do King Crimson Michael Giles (bateria e percussão), Peter Giles (baixo), McDonald (sax, flauta, teclados), Mel Collins (sax alto/tenor, flauta, teclados) e também Jakko Jakszyk, que mais tarde se juntou King Crimson, na guitarra e vocal principal. Após a primeira turnê, Michael Giles foi substituído por outro ex-baterista do King Crimson, Ian Wallace. 

### Foreigner
McDonald mudou-se para a cidade de Nova York em meados da década de 1970.  Ele se tornou membro fundador da banda Foreigner em 1976, para quem tocou guitarra, bem como seus sopros e teclados. Embora o Foreigner fosse uma banda de rock mais convencional em comparação com o King Crimson, McDonald ainda fez contribuições significativas para os arranjos e produção do grupo.  Ele gravou três álbuns multi-platina que fizeram do Foreigner um enorme sucesso. No entanto, ele deixou o grupo após seu terceiro álbum, Head Games, após desentendimentos com o líder do grupo Mick Jones. 

### Outros trabalhos
McDonald também foi um músico de estúdio e tocou no hit "Bang a Gong (Get It On)" de T. Rex, onde pegou emprestado o saxofone barítono de Mel Collins. Ele também apareceu no álbum Septober Energy do Centipede. Ele produziu o álbum Canis Lupus de Darryl Way's Wolf (1973) e Modern Masquerades de Fruupp (1975). A faixa final de Canis Lupus, "McDonald's Lament", foi dedicada a ele. Em 1999, lançou um álbum solo, Drivers Eyes, que contou com a participação de John Wetton, Lou Gramm, John Waite e Gary Brooker.
Em 1996, McDonald fez uma turnê com o ex-guitarrista da banda Genesis Steve Hackett, que foi incluída no álbum The Tokyo Tapes. O grupo incluiu uma performance de " The Court of the Crimson King " do King Crimson.
McDonald contribuiu com saxofone e flauta em várias faixas do lançamento de Judy Dyble em 2009, Talking With Strangers. No álbum McDonald se reuniu com Fripp na canção "Harpsong" de 20 minutos.
Em 2017, McDonald e Ted Zurkowski formaram a banda Honey West, que lançou o álbum Bad Old World em 2017.

### Morte
McDonald morreu de câncer de cólon em sua casa na cidade de Nova York em 9 de fevereiro de 2022, aos 75 anos. Um trailer do documentário do King Crimson foi lançado uma semana antes de sua morte, no qual McDonald se desculpou com Fripp por deixar a banda em 1969.

## Discografia

### Giles, Giles & Fripp
- The Brondesbury Tapes (2001) - Gravado entre 1967 e 1968. Participam Ian McDonald e Judy Dyble.

### King Crimson
- In The Court Of The Crimson King (1969) [23]
- In the Wake of Poseidon (1970, co-compositor) [24]
- Red (1974, convidado) [25]
- Epitaph (1997, gravado em 1969) [26]

### Foreigner
- Foreigner (1977) [27]
- Double Vision (1978) [28]
- Head Games (1979) [29]

### Steve Hackett
- Genesis Reviseted (1997) [30]
- The Tokyo Tapes (1998)

### Honey West
- Bad Old World (2017) [31]

### Solo
- McDonald and Giles (1970); com Michael Giles[32]
- Drivers Eyes (1999) [33]